# علي السعد
علي السعد (9 أكتوبر 1982 -)، مغني وممثل سعودي، وهو أحد المشاركين ببرنامج ستار أكاديمي بنسخته الرابعة.

## عن حياته
ولد في الكويت ويعود أصله إلى مدينة الخبر شرقي المملكة العربية السعودية، درس بجامعة البحرين، اتجه علي السعد إلى مجال التمثيل وقدم عده أعمال دراميه ومسرحية في المملكة العربية السعودية والكويت
قدم لحن للفنان الكويتي عادل الماس..تبنته اضخم شركه إنتاج في الوطن العربي وهي شركه الصدف.. قدم العديد من الأعمال بشخصيات مختلفه راهن عليه الجمهور وعلى نجاحه فكان مثال للشاب الطموح الذي تحدى كل الصعاب للوصول لكل ما يتمناه
فور خروجه من ستاراكاديمي قدم مسلسل جيران مع مجموعه من طلاب الاكاديميه وبعدها اتجه إلى جده ليشارك في فيلمين من سلسله افلام الساكنات في قلوبنا وبعدها اتجه إلى مدينة الإنتاج الاعلامي بمصر ليصور دوره في مسلسل عمشه في ديره النسوان حب ان يخوض تجربه المسرح بعدما عرضت عليه مسرحية الملك المزيف بالكويت ولاقت حضورا جماهيرا واسعا...
وبعدها اتجه إلى مدينة الرياض ليشارك في اضخم عمل تلفزيوني درامي يتكون من 200 حلقه.من إنتاج الصدف

## أعماله
- جيران
- عمشه في ديره النسوان
- الساكنات في قلوبنا
- أيام السراب
- مسلسل أيام وليالي
- مسلسل طاش 18
- مسلسل المجهولة
- مسلسل غرابيب سود في دور أبو القعقاع